# Bert Lahr
Irving Lahrheim (n. 13 august 1895, New York City, New York, SUA – d. 4 decembrie 1967, New York City, New York, SUA), cunoscut în industria cinematografică drept Bert Lahr, a fost un actor, comedian și vodevilist american. Acesta este cunoscut pentru rolul Leului laș⁠(d), respectiv a fermierului Zeke în filmul Vrăjitorul din Oz din 1939 al companiei MGM. De asemenea, era bine cunoscut pentru umorul său și rolurile de pe Broadway.

## Biografie
Lahr s-a născut Irving Lahrheim pe 13 august 1895 în New York City, fiul lui Augusta (1871–1932) și Jacob Lahrheim (1870–1947). Părinții săi erau imigranți evrei germani⁠(d). Lahr a crescut în cartierul Yorkville⁠(d) din Upper East Side din Manhattan. A renunțat la școală la 15 ani și a început să interpreteze în cadrul unui spectacol de vodevil, Lahr lucrând pentru Columbia Amusement Company⁠(d). În 1927, a debutat pe Broadway în Delmar's Revels . A jucat în spectacole soldout⁠(d), interpretând scene clasice precum „The Song of the Woodman” (pe care l-a repetat în filmul Merry-Go-Round din 1938). Acesta a intrat în atenția publicului odată cu rolul din comedia Hold Everything!⁠(d) (1928-29). Alte filme muzical au urmat, cele mai cunoscute fiind Flying High⁠(d) (1930), Hot-Cha! de Florenz Ziegfeld⁠(d) (1932) și The Show is On (1936) (împreună cu Beatrice Lillie⁠(d)). În 1939, a jucat alături de Ethel Merman în producția Broadway DuBarry Was a Lady⁠(d).

## Cariera
Lahr a debutat în film prin lungmetrajul Flying High⁠(d) din 1931. A încheiat un contract cu Educational Pictures⁠(d) din New York pentru o serie de comedii. Când acea serie s-a încheiat, a plecat la Hollywood pentru a lucra strict în filme. Exceptând rolul din Vrăjitorul din Oz (1939), cariera sa cinematografică a fost săracă. În filmul patriotic Meet the People⁠(d) din 1944, Lahr a rostit expresia „Heavens to Murgatroyd!”, popularizată mai târziu de personajul animat Snagglepuss.

### Vrăjitorul din Oz
Cel mai faimos rol al lui Lahr a fost cel al Leului laș⁠(d) în adaptarea din 1939 a lucrării Vrăjitorul din Oz. Acesta a încheiat contractul pe 25 iulie 1938. Costumul său era alcătuit din blană de leu și, sub luminile de mare intensitate ale studioului necesare pentru scenele filmate în tehnicolor, actorul care îl purta era supraîncălzit. Lahr a contribuit cu replici amuzante ad-lib pentru personajul său. O mare parte din scenele sale au fost turnate de mai multe ori deoarece alți membri ai distribuției, în special Judy Garland, pufneau în râs. Leul laș este singurul personaj care cântă solo două melodii - „If I Only Had The Nerve” - interpretată la scurt timp după întâlnirea cu Dorothy, Sperietoarea de ciori și Omul de tinichea în pădure - și „If I Were King Of the Forest”, interpretată în timp ce așteaptă să fie primiți de vrăjitorul din Oz.
Vrăjitorul din Oz a fost al 17-lea film al lui Lahr. Un costum original purtat de Lahr în Vrăjitorul din Oz se află în Colecția Comisar, cea mai mare colecție de artefacte și obiecte de televiziune din lume.
În iunie 2013, scenariul original al lui Lahr pentru Vrăjitorul din Oz, lăsat moștenire strănepotului său, a fost evaluat la 150.000 de dolari în cadrul emisiunii Antiques Roadshow⁠(d), într-un episod filmat în Detroit, Michigan.